# Деревянные церкви на юге Малой Польши
Деревянные костёлы юга Малой Польши — группа исторически ценных и интересных с архитектурной точки зрения деревянных костёлов, расположенных на юге и востоке Малопольского воеводства (в районе городов Горлице, Новый Тарг и Бохня) и в Подкарпатском воеводстве (район Бжозува).
Большинство костёлов построено в виде сруба и представляет архитектурные стили от готики до ренессанса, барокко и более современных стилей. На стиль некоторых построек повлияла близость греко-католического и православного культурного пространства — многие из них имеют характерные купола и построены в виде греческого креста.
Самые ранние объекты были построены в XIV веке (старейшим считается костёл в Хачуве, построенный в 1388 году). Костёлы сохранились до нашего времени в хорошем состоянии и являются вторым по возрасту скоплением деревянных храмов в Европе после норвежских каркасных церквей.
Так как костёлы представляют большую историческую ценность, часть из них 3 июля 2003 года была внесена в Список Всемирного наследия ЮНЕСКО. Большинство костёлов входит в туристический маршрут малопольской деревянной архитектуры.

## Церкви, входящие в Список Всемирного наследия ЮНЕСКО
| Гмина               | Фото | Название                                        | Годы постройки |
| ------------------- | ---- | ----------------------------------------------- | -------------- |
| Бинарова            |      | Церковь Михаила Архангела в Бинарове            | ок. 1500 г.    |
| Близне              |      | Костёл Всех святых в Близне                     | до 1470 г.     |
| Дембно-Подхаляньске |      | Костёл Михаила Архангела в Дембне               | XV век         |
| Хачув               |      | Костёл Вознесения Пресвятой Девы Марии в Хачуве | 1388 г.        |
| Липница-Мурована    |      | Костёл Св. Леонарда в Липнице                   | конец XV века  |
| Сенкова             |      | Костёл Свв. Филиппа и Иакова в Сенкове          | 1520 г.        |

## Костёлы, предложенные к внесению в Список Всемирного наследия ЮНЕСКО
В настоящее время в списке ЮНЕСКО находятся 6 из 9 костёлов, на которые была подана заявка — были выбраны старейшие (готические) костёлы. В список не вошли следующие объекты:
| Гмина    | Фото | Название                                        | Годы постройки                                                                                         |
| -------- | ---- | ----------------------------------------------- | --- |
| Ляховице |      | Костёл Свв. апостолов Петра и Павла в Ляховицах | Построен в 1789 году, типичный представитель позднеготического стиля южнопольского деревянного костёла |
| Оравка   |      | Костёл Св. Иоанна Крестителя в Оравке           | XVII век, ценная полихромная живопись и внутреннее убранство                                           |
| Шалёва   |      | Костёл Михаила Архангела в Шалёве               | XVIII век, наиболее ценный барочный деревянный костёл                                                  |

## Прочие объекты
Ряд других костёлов, не входящих в Список Всемирного наследия
| Гмина            | Фото | Название                                          | Годы постройки |
| ---------------- | ---- | ------------------------------------------------- | -------------- |
| Грывалд          |      | Костёл Св. Мартина в Грывалде                     |                |
| Бончал-Дольны    |      | Костёл в Бончале-Дольном                          | 1667 год       |
| Тшциница         |      | Костёл Св. Дороты в Тшцинице                      |                |
| Осек-Ясельски    |      | Костёл Преображения Господня в Осеке-Ясельском    |                |
| Любля            |      | Костёл Св. Николая в Любле                        |                |
| Славенцин        |      | Костёл Св. Екатерины в Славенцине                 |                |
| Ивкова           |      | Костёл Благовещения Пресвятой Девы Марии в Ивкове |                |
| Гоголув          |      | Костёл Св. Екатерины в Гоголуве                   |                |
| Жепенник-Бискупи |      | Костёл Св. Иоанна Крестителя в Жепеннике-Бискупим |                |